# Alpaida alticeps
Alpaida alticeps är en spindelart som först beskrevs av Eugen von Keyserling 1879.  Alpaida alticeps ingår i släktet Alpaida och familjen hjulspindlar. Inga underarter finns listade i Catalogue of Life.